# Neandertalec
Neandertalec je oblika človečnjaka, ki se je pojavila vzporedno s pokončnim človekom pred približno 150.000 leti. Glede na najmlajše ostanke ocenjujejo, da je (iz neznanih vzrokov) izumrl pred 27.000 leti.

## Splošen opis
Neandertalci so skrbeli za ostarele in pokopavali umrle. Morda so celo poznali nekakšno obliko govora. Niso pa mogli preživeti konkurence naših prednikov.
Neandertalci so verjetno najbolj znani predzgodovinski človečnjaki, a hkrati najmanj ustrezni za primerjavo s poreklom današnjega človeštva. Čeprav so bili razširjeni po Evropi, Bližnjem vzhodu in zahodni Aziji, so pred približno 25.000 leti nenadoma izumrli. Natančen razlog za to ni znan, najbolj logična razlaga naj bi bila, da se niso mogli upreti pojavu inteligentnejših in inovativnejših tekmecev, prednikov modernega človeka.
Pred več kot pol milijona leti se je naši daljni prednik homo erectus (pokončni človek) začel razvijati v homo sapiens (misleči človek). Ta linija se je nato razcepila v dve veji ali podvrsti: homo sapiens neanderthalensis (neandertalski človek), poimenovan po dolini Neander v Nemčiji, kjer so našli prve ostanke, ter homo sapiens sapiens oz. vejo, kateri pripadajo vsa današnja ljudstva sveta.

## Ujeti v Evropi
Neandertalci so bili po anatomiji v glavnem podobni nam, resda z nekaterimi izrazitimi odstopanji. Zato so nekateri zgodnji arheologi pomislili, da so najdene kosti neandertalcev pripadale navadnemu homo sapiensu sapiensu, a naj bi bile deformirane zaradi bolezni. Danes vemo, da ni bilo tako in da so imeli neandertalci majhne in čokate postave ter velike glave brez pravega čela. Imeli so velike zobe, košate obrvi pa so štrlele navzven kot venci. Čelo je bilo nagnjeno nazaj za okoli 45 stopinj, širok nos pa se je bočil sredi obraza, ki je bil že sam po sebi rahlo napihnjen. Zadnji del lobanje je močno štrlel navzven. Možgani so bili dolgi in ploščati in so bili večinoma v zadnjem in stranskih delih lobanje, kar kaže na to, da je bila večina možganske aktivnosti povezana z akcijo in percepcijo, manj z razmišljanjem.
Znanstveniki se že dolgo ne morejo poenotiti, ali so neandertalci znali govoriti ali ne. Veliko se jih strinja, da na podlagi zbranih dokazov lahko sklepamo na slabo razvit 'otroški' nabor glasov. Tekočega govora naj ne bi bili sposobni, najbrž pa so lahko razvijali zaporedje glasov, ki je dovoljevalo omejeno glasovno komunikacijo. Pri neandertalcih gre za značilen primer evolucije v izolaciji. Evropa je bila na začetku kamene dobe odmaknjeno in zapuščeno območje. Ker so predhodniki neandertalcev odšli na tvegano pot v Evropo, kjer so ostali ujeti, so se pretrgale njihove vezi s preostalim človeštvom, zato so se razvili v posebno podvrsto.
Zgodba se je začela pred več kot pol milijona leti, ko so prvi predniki neandertalcev prišli v Evropo, najbrž preko Dardanel ali Bosporja v času, ko je bila gladina morja na teh mestih nizka. Ko se je pozneje morje spet dvignilo, so bili odrezani od preostalega sveta in so se morali prilagoditi hladnejšim razmeram. Na vrhuncu ledene dobe so se tako morali umakniti v južne dele evropske celine. Način življenja nekaterih najstarejših skupin lovcev iz kamene dobe so arheologi rekonstruirali na podlagi najdb v Veliki Britaniji, Nemčiji in Španiji. Najpomembnejše najdišče v VB je Boxgrove v pokrajini West Sussex. Tam so našli nekatere izjemne ostanke, denimo živalske kosti z znaki, ki kažejo na to, da so ljudje pred 500.000 leti v Angliji lovili jelenjad, konje in nosoroge. Najstarejši 'Britanci' so orodje izdelovali iz kamenja, kosti, krede in lesa. Eden od ostankov – luknja, ko jo je v lopatici konja naredilo kopje – je najstarejši primer človekove uporabe orožja.
Na drugem mestu, v Bilzingslebenu v Nemčiji, so arheologi našli kraj s kamnitimi nakovali in kladivi, kjer naj bi bilo pred 500.000 leti neandertalsko šotorišče. Poslikani kamni, ki so jih našli, so najstarejša odkrita 'umetnost' na svetu. Najzanimivejše neandertalske ostanke so odkrili v Španiji šele v 80. letih dvajsetega stoletja. Na podlagi 300.000 let starih najdb sklepajo, da gre za najstarejše dokaze verskih čustev. Izkopavanja v Atapuerci v severni Španiji kažejo na to, da so generacije prvotnih neandertalcev pred 3000 stoletij svoje pokojnike pokopavale v globoki votlini v osrčju gore. V votlini so našli posamezne dele več kakor 30 okostij. Vsega skupaj jih je morda čez 70.
João Zilhão, profesor na univerzi v Lizboni, je na podlagi španskih jam povedal, da so imeli neandertalci sposobnost uporabe simbolov in abstraktnega razmišljanja.
Najstarejši prebivalci Evrope so potrebovali več sto tisoč let, da so se prilagodili ostremu evropskemu podnebju. Ko so bili že močno prilagojeni, lahko govorimo o neanderthalensisih, ko so se najbrž pojavili v zelo hladnem obdobju pred 120 do 190 tisoč leti. Klasični neandertalski človek je v Evropi prevladoval pred 125 do 30 tisoč leti, ker pa so našli samo manjši del neandertalskih bivališč, je dokaj verjetno, da so izolirane skupnosti živele na odmaknjenih krajih še veliko dlje, lahko celo do pred 25 ali 20 tisoč leti. Dotlej najdeni ostanki kažejo na to, da so bile klasične skupnosti neandertalcev najuspešnejše v Franciji, južni Angliji, Italiji, Nemčiji in osrednji Evropi. V nekem obdobju so nekateri očitno zapustili svojo evropsko domovino in kolonizirali severne obale Črnega morja ter dele Bližnjega vzhoda. Slednji je znan kot edini kraj, kjer so neandertalci dolgo sobivali z neposrednimi predniki naše podvrste.

## Zaton neandertalcev
Neandertalci so v osrčju Evrope skupaj s homo sapiensi preživeli samo 15.000 tisoč let in nato za vedno izginili. Pred približno 45.000 leti so v Evropo prišli prvi lovci podvrste homo sapiens, najbrž z Bližnjega vzhoda. Podobno kakor neandertalci so tudi oni izvirali iz Afrike (njihov razvoj se je začel okoli 130.000 leti) in so pred prihodom v Evropo kolonizirali že večji del Azije in Avstralije. Ko so se med ledeno dobo razširili v Evropo, so neandertalce razmeroma hitro iztrebili. Kako natančno se je to zgodilo, ni znano, a so se neandertalci in homo sapiens sapiensi najbrž soočili s hudim bojem za lovišča. V bojih za prevlado so naši predniki najbrž pobili veliko neandertalcev, poleg tega pa se je število slednjih zmanjšalo tudi zaradi novih bolezni, ki so jih prišleki najbrž prinesli s seboj.
Bolj kakor vse drugo najbrž drži, da so naši predniki uničili neandertalce preprosto zato, ker so bili pametnejši. Neandertalci v primerjavi s homo sapiensi niso imeli domišljije, tehničnih spretnosti, in sposobnosti inovativnega razmišljanja. Čeprav so neandertalci v stiku s homo sapiens sapiensi povzeli nekatere njihove tehnike izdelovanja orodja, so večinoma ostali pri isti tehniki izdelovanja in istih kamnitih orodjih kakor pred tem. Čeprav so imeli na voljo veliko živalskih kosti, so jih le redko uporabljali za izdelovanje orodja. Za seboj niso pustili omembe vredne umetnosti in kot kaže so se nenehno selili.
Homo sapiens je po drugi strani razvili visoko stopnjo umetnosti, široko paleto kamnitih in koščenih orodij ter stalna bivališča. Neandertalci so bili ravno toliko ljudje kot homo sapiens. Tako eni kot drugi so pokopavali mrtve, kar kaže na to, da so imeli obrede, povezane s smrtjo in da so skoraj gotovo razmišljali, kaj se zgodi po njej. Oboji so poznali čut ljubezni in skrbi za druge. Arheologi so na več krajih našli dokaze, ki potrjujejo, da so neandertalci skrbeli za bolne in ostarele. Na koncu pa so naši predniki kljub človečnosti obeh podvrst iztrebili svoje manj napredne tekmece. To je bilo zadnjič, da smo si planet delili z drugo vrsto človeških bitij.

### Preživeli neandertalski geni
Z genetskimi raziskavami ostankov DNK v ostankih neandertalcev so odkrili nekatere gene, ki jih najdemo tudi pri sodobni evropskih človeških populacijah, ne pa tudi v afriških. Ta ugotovitev kaže na verjetno mešanje med Neandertalci in modernim človekom in življenjsko sposobnost takih otrok. V Evropi sta obe podvrsti živeli vzporedno okoli 15.000 let, na Bližnjem Vzhodu pa celo okoli 60.000 let.